# 앤 룰

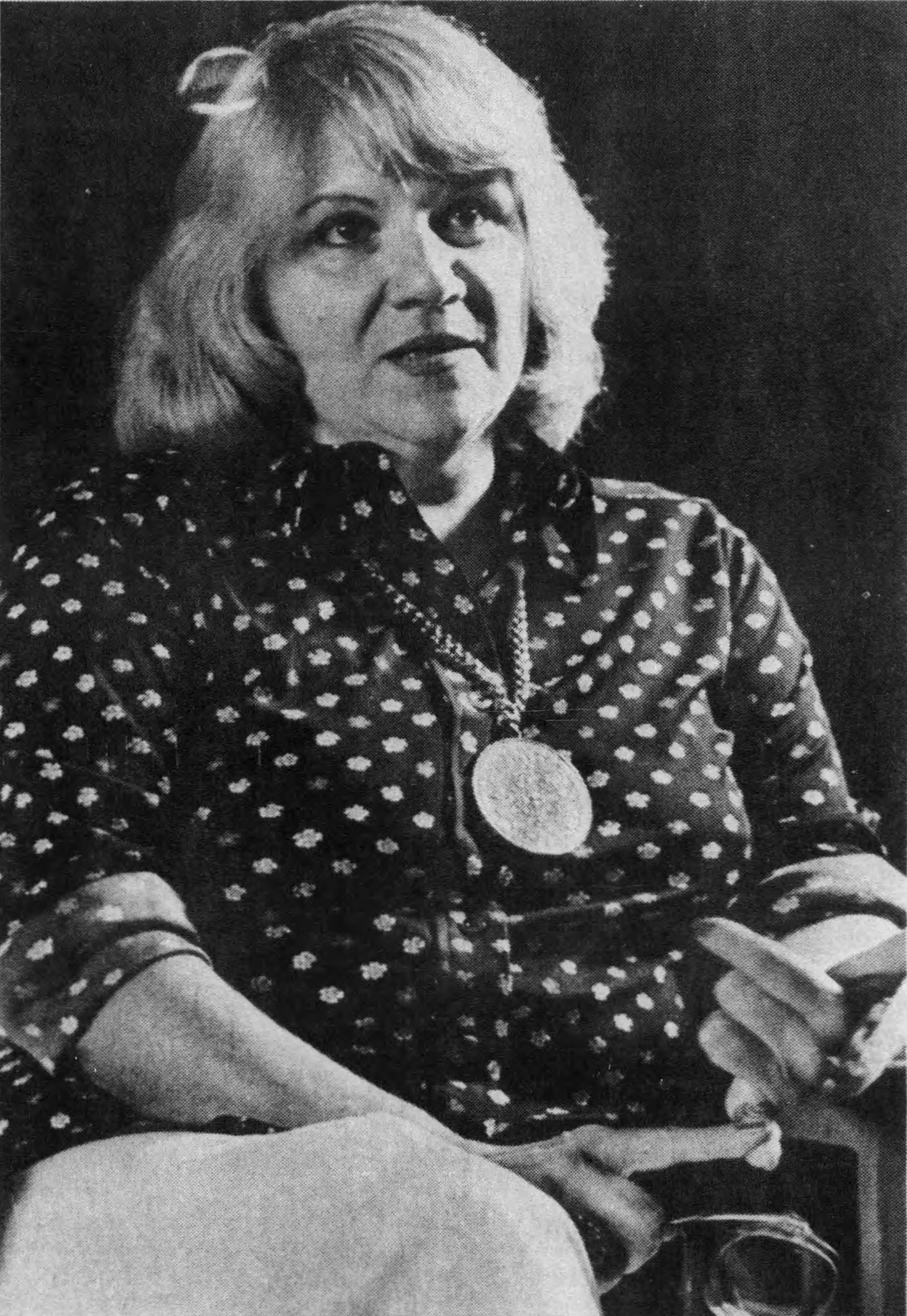

앤 룰(Ann Rule, 1931년 10월 22일 ~ 2015년 7월 26일)은 미국의 논픽션 범죄물 작가로 룰의 동료이자 연쇄살인마인 테드 번디의 전기 《내 옆의 이방인》을 썼다.